# ویهاکن، نیوجرسی
ویهاوکن (به انگلیسی: Weehawken) شهری در ایالت نیوجرسی کشور ایالات متحده آمریکا است که جمعیت آن در سرشماری سال ۲۰۱۰ میلادی، ۱۲٬۵۵۴ نفر بوده‌است.

## نگارخانه

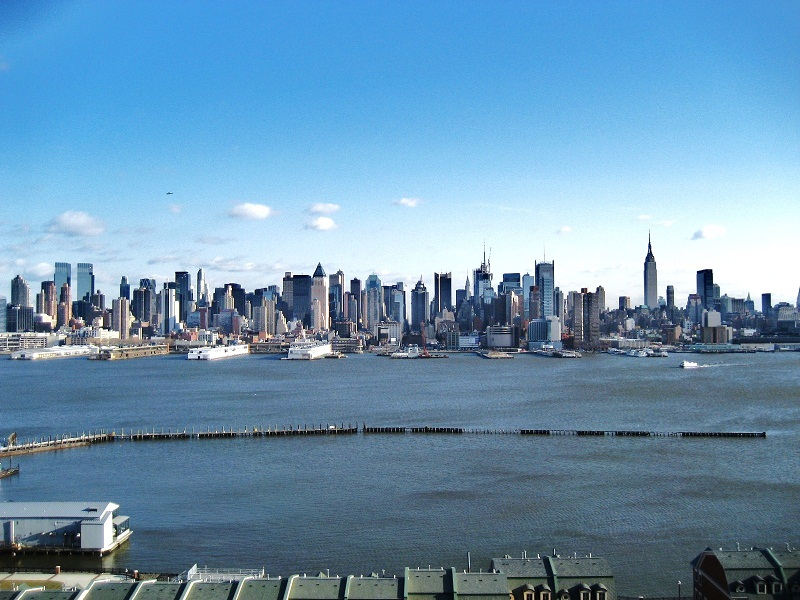
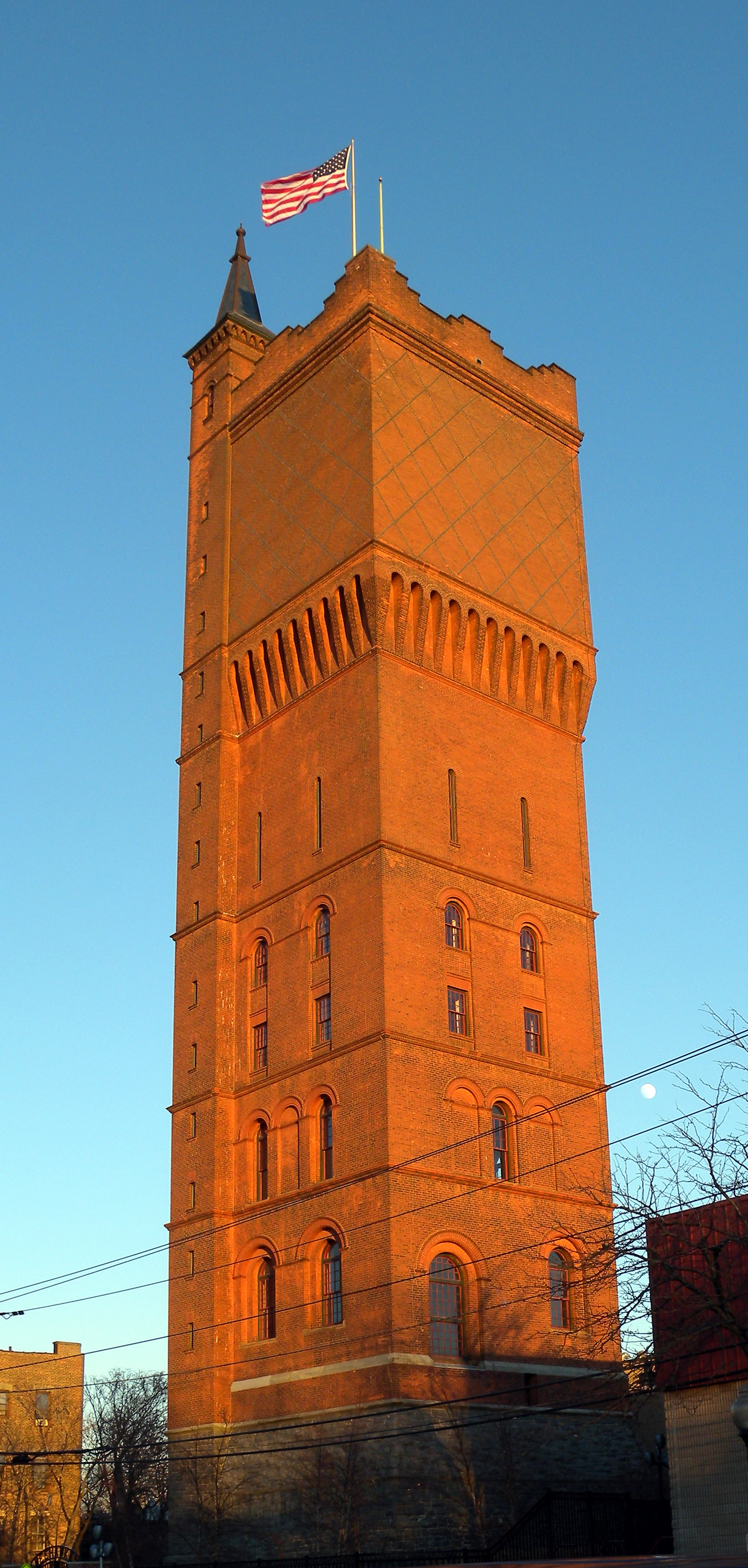
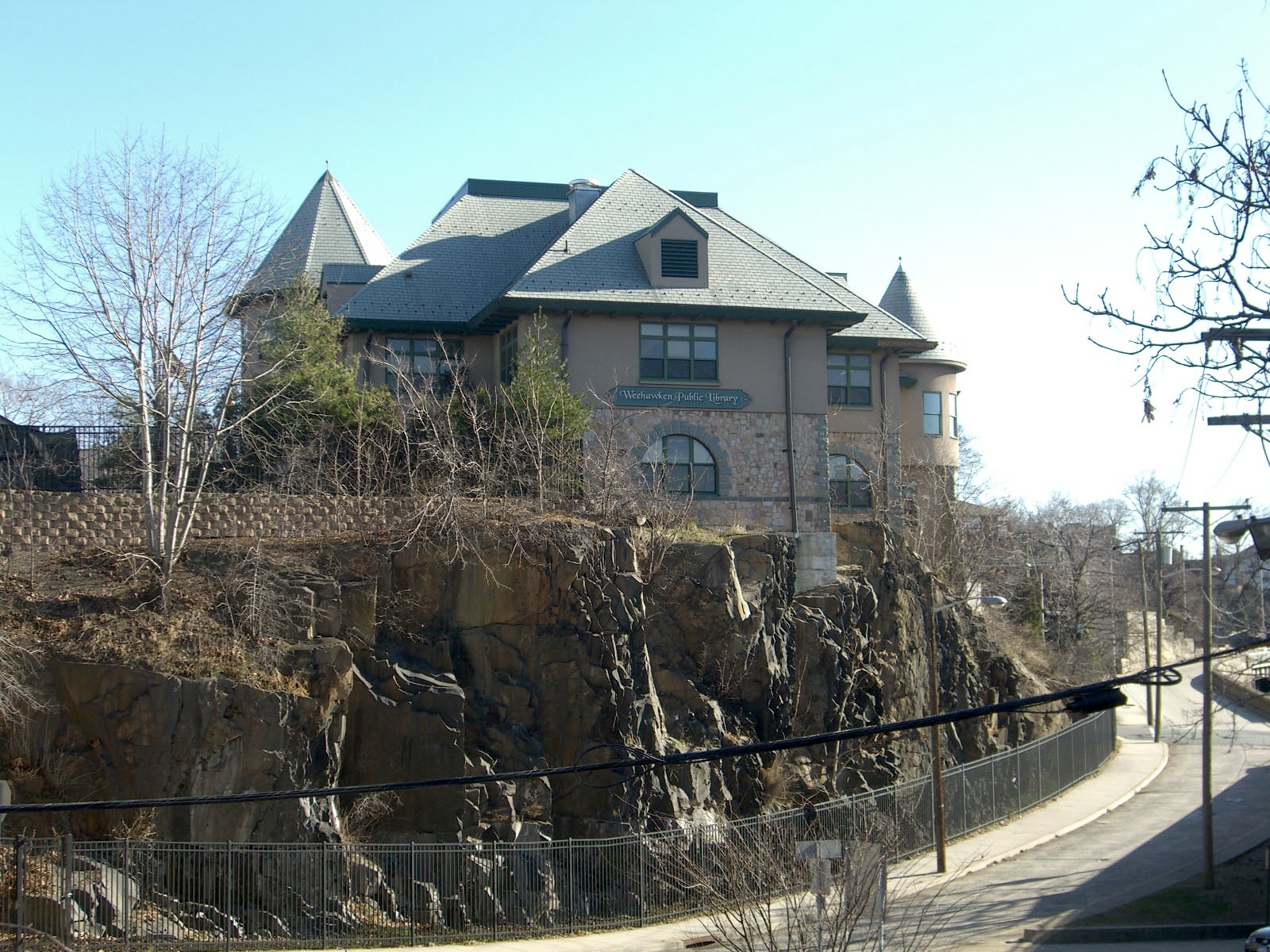
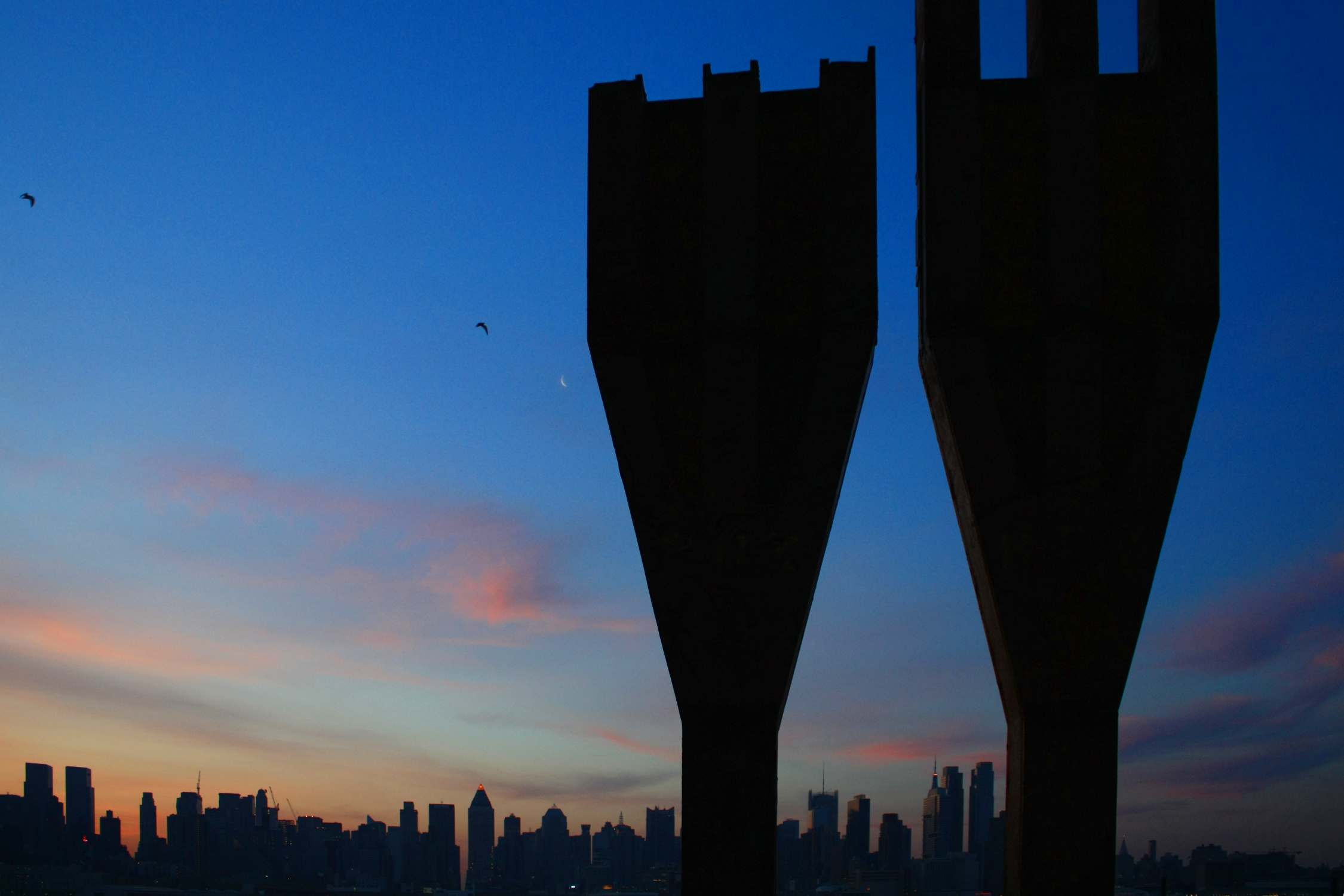